# Градищансько-хорватська мова
Градищансько-хорватська мова (хорв. gradišćanskohrvatski jezik, часто називається бургенландсько-хорватською, від назви австрійської землі Бургенланд) — південнослов'янська мала літературна мова (мікромова) на базі діалекту хорватської мови , поширеного в німецькому й частково угорському оточенні.
З кінця XV століття хорвати — біженці з територій, окупованих Османською імперією — живуть на території Бургенланду (їх культурний центр Айзенштадт, слов'янською — Желєзно). Власна літературна традиція існувала практично безперервно. Нині градищанська хорватська офіційно визнана в Бургенланді як мова меншин; у провінції налічується 19 412 носіїв за даними перепису 2002 року. Носії градищанських діалектів є й у крупних містах поза Бургенландом — у Відні та Граці — а також в Угорщині та Чехії. Разом їхня чисельність, за деякими оцінками, сягає 70 тисяч.
Серед хорватів, які переселились у Бургенланд, переважали носії чакавських діалектів, але були також і ті, хто розмовляв штокавськими й кайкавських; в результаті мало місце декотре змішування цих діалектів за переваги першого. Окрім того, діалект Бургенланду розвинув, зважаючи на багатовікову відокремленість та вплив німецької й угорської мов, низку особливих рис.
У формуванні літературної градищансько-хорватської мови ще з XVII століття враховувалась хорватська (передусім чакавська), словенська та церковнослов'янська традиції. Важливим стимулом розвитку літературної форми був прийнятий ними в Австрії протестантизм, що вимагав мови проповіді й богослужіння, а потім і хорватське національне відродження XIX століття, після якого посилився вплив літературної мови Хорватії. Використовується хорватська латиниця.
Градищанська норма відрізняється великою варіативністю у морфології (наприклад, Р. мн. 'днів' — danov і dnevov); саме у галузі словозміни і є основні відмінності між градищанською та загребською хорватською.
Основоположник поезії — Мате Мілорадич (1850—1928), найбільший прозаїк — Ігнац Хорват (1895—1973).
Видається періодика: Hrvatske novine (Хорватська газета), з 1960, журнали Novi glas (Новий голос, з 1957) тощо.

## Приклад тексту
Молитва «Отче наш» градищансько-хорватською мовою:
Oče naš, ki si na nebesi, sveti se ime tvoje, pridi kraljevstvo tvoje, budi volja tvoja, kako na nebu tako i na zemlji. Kruh naš svakidanji daj nam danas, i otpusti nam duge naše, kako i mi otpušćamo dužnikom našim, i ne zapeljaj nas u skušavanje, nego oslobodi nas od zla. Amen.
Для порівняння, текст молитви стандартною хорватською мовою:
Oče naš, koji jesi na nebesima, sveti se ime tvoje, dođi kraljevstvo tvoje, budi volja tvoja, kako na nebu tako i na zemlji. Kruh naš svagdanji daj nam danas, i otpusti nam duge naše, kako i mi otpuštamo dužnicima našim, i ne uvedi nas u napast, nego izbavi nas od zla. Amen.